# Hadifogoly

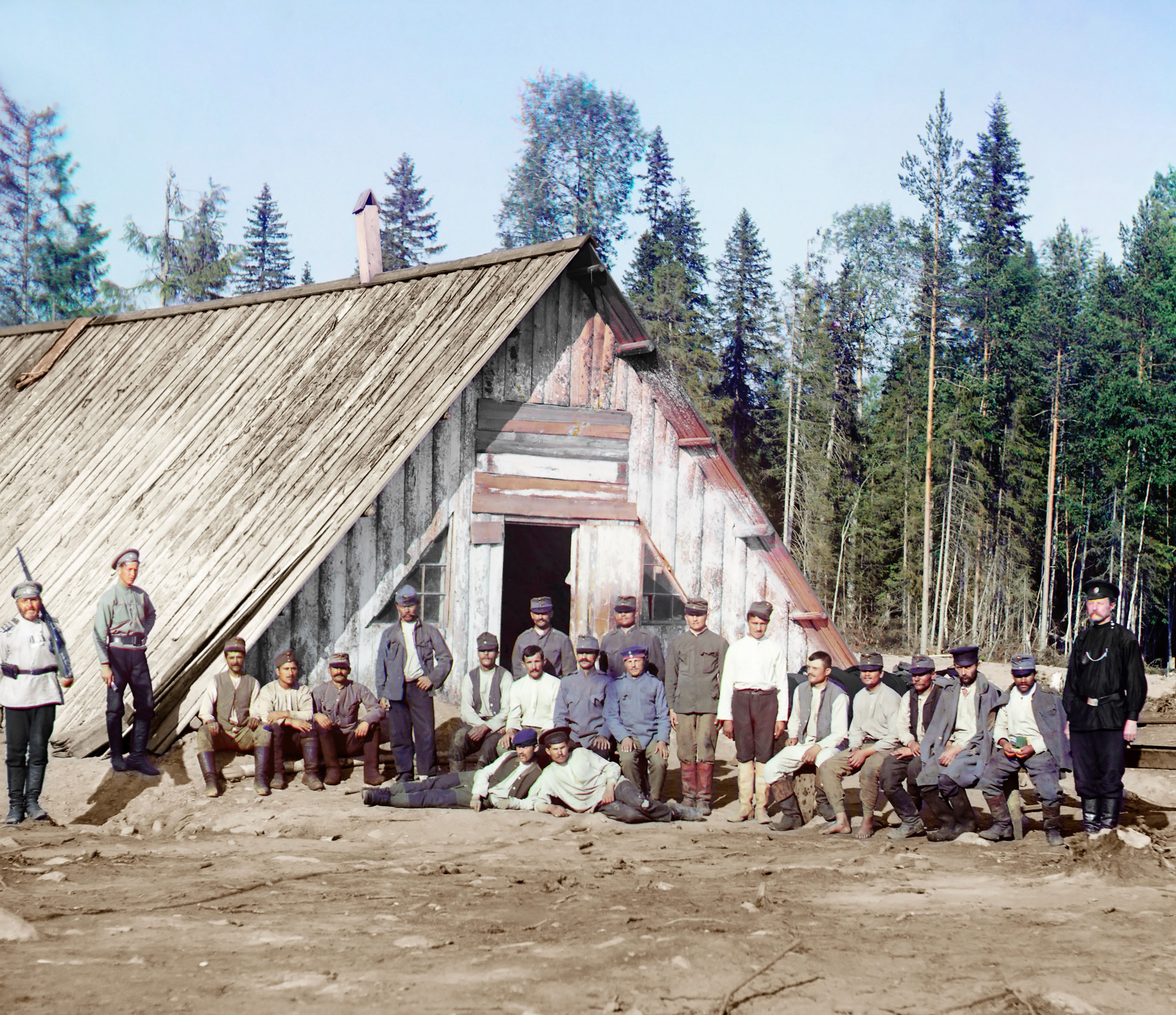
Osztrák-magyar hadifoglyok Oroszországban; Fényképezte: Szergej Mihajlovics Prokugyin-Gorszkij, 1915

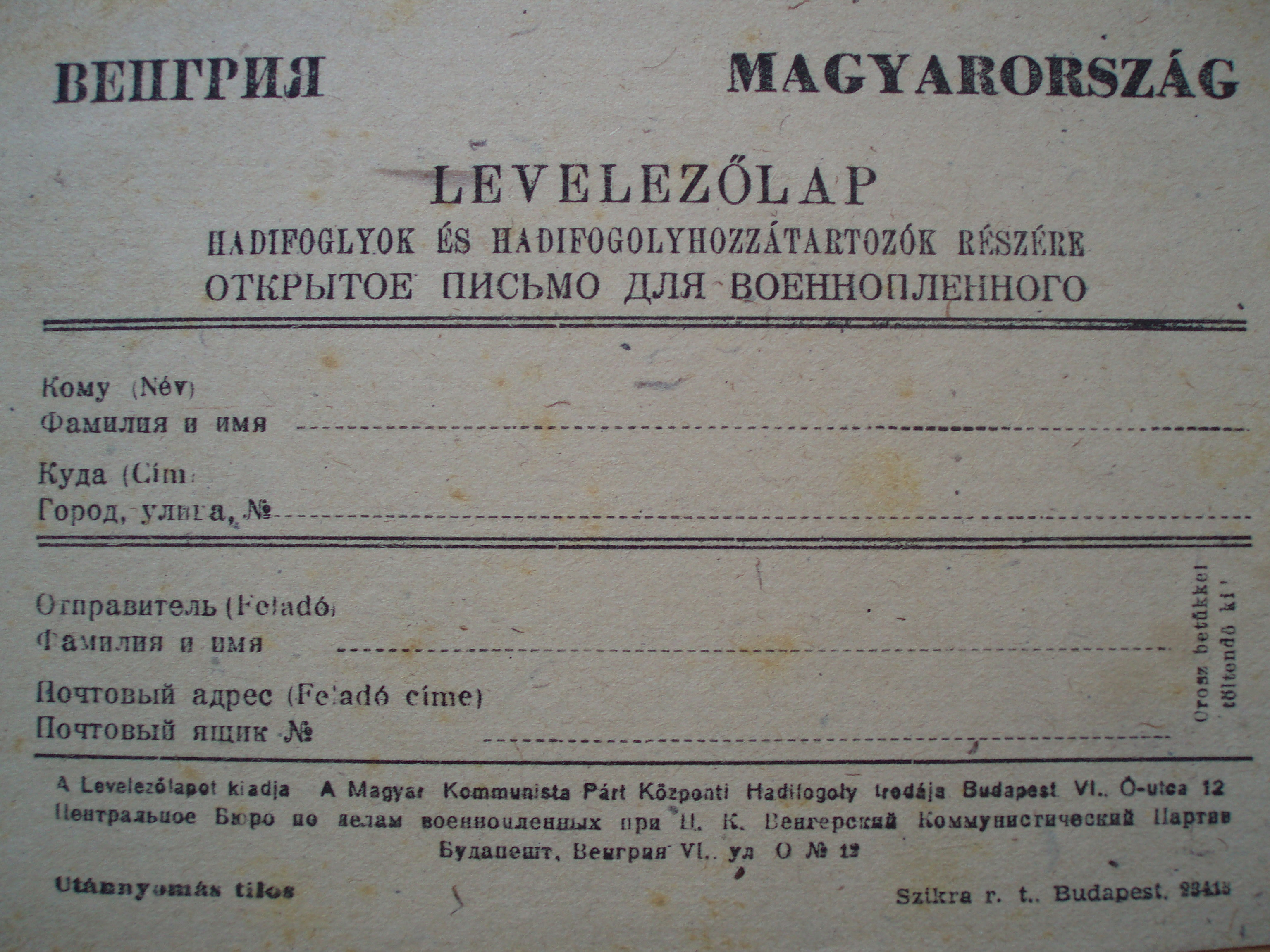
Levelezőlap hadifoglyok és hadifogoly hozzátartozók részére

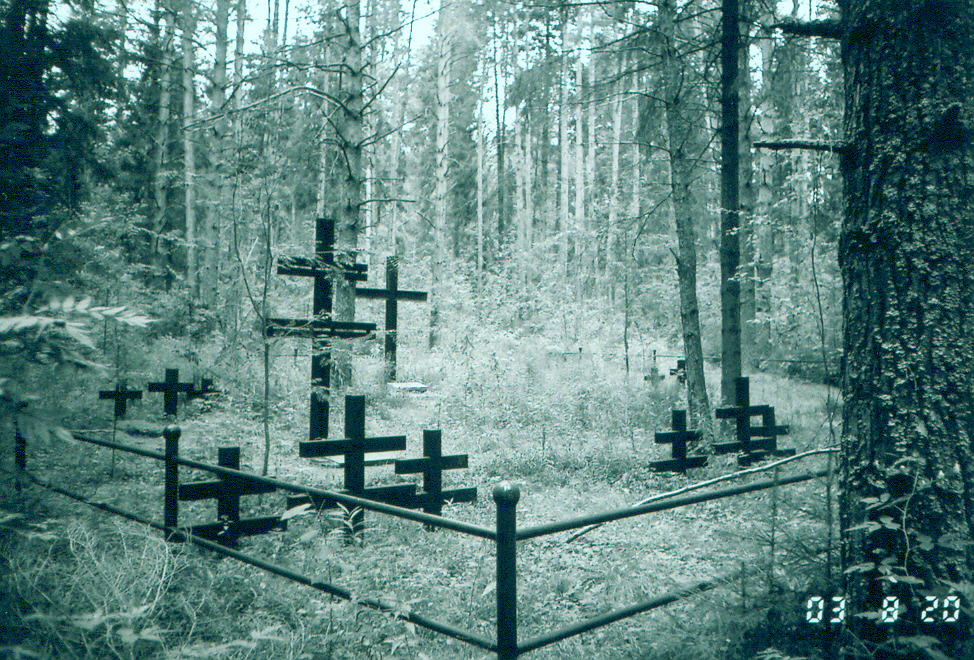
Magyar és német hadifoglyok sírjai az udmurtiai Votkinszk melletti erdőben

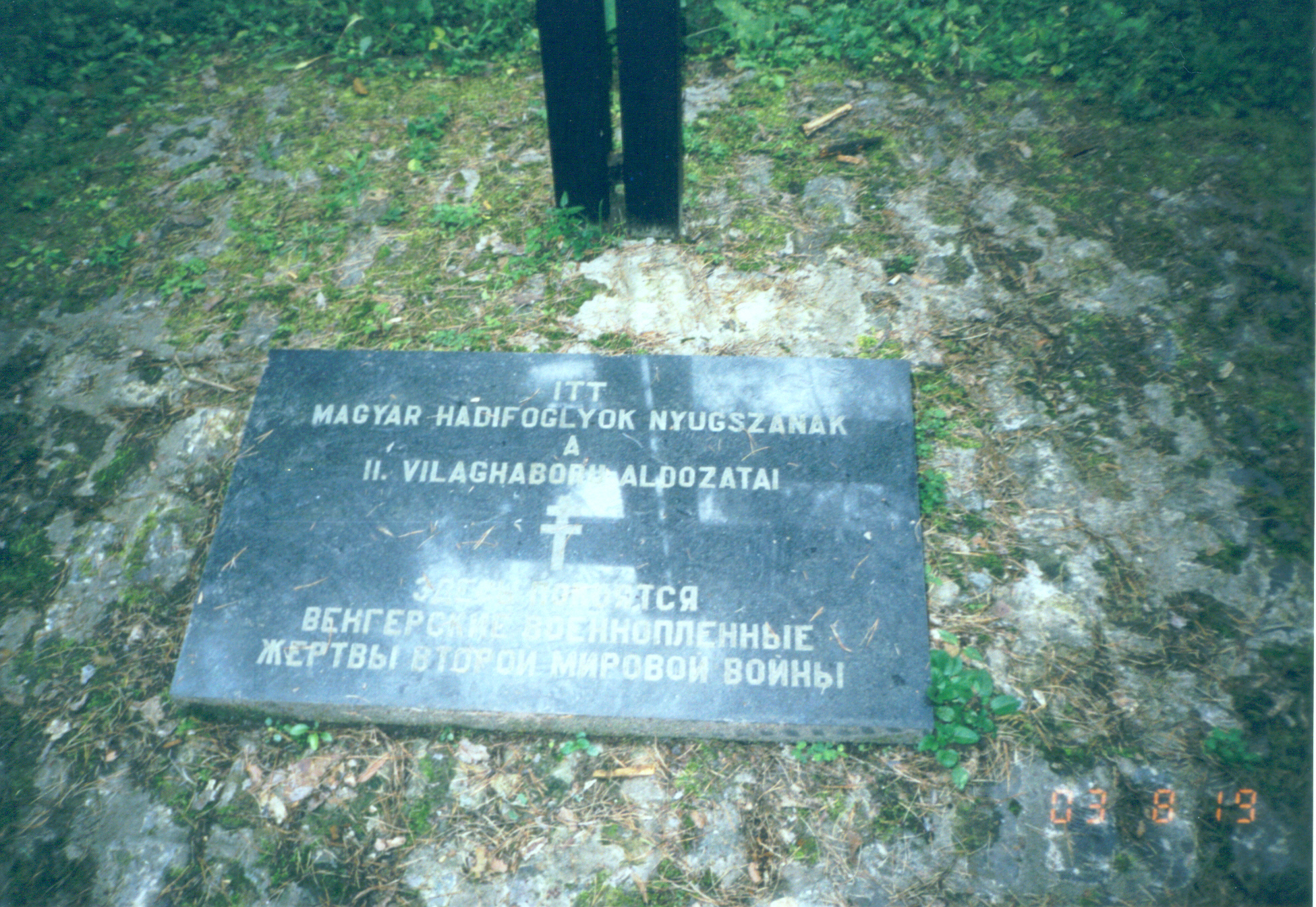
A magyar hadifoglyoknak szentelt emléktábla Votkinszk mellett

Hadifogoly az a harcos, aki hadviselés során a szemben álló fél hatalmába kerül. Az elfogott személyt a hadifogoly státusza a végleges szabadulásáig és hazaszállításáig megilleti. Nem lehet hadifogolyként kezelni az állandó jellegű egészségügyi szolgálatot teljesítő, illetve egyházi személyeket. Hadifogolynak kell tekinteni az ellenféltől átszökött idegen harcosokat is. A nemzetközi jog szerint azonban nem hadifogoly a kém. A hadifogoly a szemben álló hadviselő fél foglya, nem pedig az őt elfogó személyé vagy egységé.

## Jogi helyzete
A hadifoglyok jogállását, a velük való bánásmód szabályait a hadijog, közelebbről az 1949. évi III. genfi egyezmény és az 1977. évi genfi kiegészítő jegyzőkönyvek igen részletesen szabályozzák. Eszerint követelmény többek között az emberséges bánásmód, az ingyenes ellátás, orvosi kezelés. Tilos a hadifoglyok kínzása, és a hadifogoly csak a nevét, születési időpontját, rangját és szolgálati beosztási számát köteles megadni.
A hadifoglyokat a fogadó állam internálhatja, hadifogolytáborokban helyezheti el. A hadifoglyokat szökés esetén csak fegyelmi büntetéssel lehet sújtani. A nemzetközi egyezmény szerint a hadifoglyokat a tényleges ellenségeskedés befejeződése után azonnal haza kell szállítani, ez nem függhet a békekötéstől, de saját elhatározásuktól sem.

## Kapcsolódó szócikk
- Toma András